# Hikayat Banjar
De Hikayat Banjar (Sage van de Banjar) is de kroniek van Banjarmasin, Indonesië. Deze tekst, ook wel de Geschiedenis van Lambung Mangkurat genoemd, beschrijft de geschiedenis van de vorsten van de sultanaten Banjarmasin en Kota Waringin in respectievelijk Zuid-Oost en Zuid-Borneo.
Het laatste gedeelte van de tekst, dat 4787 regels bevat, dateert van 1663, of iets daarna; het eerste gedeelte is ouder. Een Engelse vertaling met gedetailleerde beschrijving van de literaire- en cultuur- historische achtergrond werd in 1968 uitgegeven door de Nederlandse taalkundige Hans Ras.

## Inhoud
Structureel gezien kan de Hikayat Banjar verdeeld worden in negen delen. Het eerste deel behandelt het ontstaan van het toen Hindoestaanse koninkrijk Banjermasin in Zuid-Oost-Borneo. Het is duidelijk de functie van dit verhaal om een model te schetsen van het politieke systeem en de organisatie van het rijk en om de normen op het gebied van hof- ceremonies en etiquettes.
Dan volgen er acht delen die verhandelen over:
- De eerste koning en koningin van de dynastie, gevolgd door een stuk genealogie (kraton I)
- De eerste koning van Negara Daya, gevolgd door een stuk genealogie (kraton II)
- De eerste koning van Banjarmasin, gevolgd door een stuk genealogie (kraton III)
- De eerste koning van Martapura, gevolgd door een stuk genealogie (kraton IV)

Omdat de religies zich in de rijken door de eeuwen heen nogal eens afwisselden en daarbij de vorst steeds ook een andere titel kreeg (bijvoorbeeld tijdens een islamitische periode "sultan" en tijdens een Hindoestaanse periode "maharadja"), worden de vorsten voor het gemak "koning" genoemd.

## Verschillende versies
De tekst van de Hikayat Banjar is meerdere malen herschreven. Van de oorspronkelijke versies die bewaard zijn gebleven is "Recension II" een herschrijving die teruggrijpt op een versie die uit orale overlevering is opgemaakt en waarschijnlijk origineler is dan de versie die in bezit is van de Universiteitsbibliotheek Leiden MS. Or. 1701.